# Grottenbier
Grottenbier is een Belgisch donker bier met een alcoholgehalte van 6,5%.
Het bier werd ontwikkeld door Pierre Celis na zijn terugkeer uit de Verenigde Staten. De naam Grottenbier verwijst naar de rijping in grotten, waar constant eenzelfde temperatuur heerst. Oorspronkelijk waren dit de grotten van Folx-les-Caves, dicht bij Hoegaarden. Deze waren echter niet meer beschikbaar omdat de nodige vergunningen te lang op zich lieten wachten. De rijping werd daarom verhuisd naar de mergelgrotten van Kanne (Riemst).
Vanaf 2001 werd het bier gebrouwen door Brouwerij St. Bernardus uit Watou. Het bier bevat water, hop, mout, gist en kruiden. Het wordt gebrouwen met bronwater dicht bij de brouwerij van Watou. Sinds 2014 zijn het de Ieperse brouwers van de Kazematten die het Grottenbier brouwen. Het heeft sindsdien wel een naamsverandering ondergaan en heet voortaan Grotten Santé.
Het bier wordt gelagerd in de mergelgrotten, 42 meter onder de grond, bij een temperatuur van ongeveer 11 °C. De flessen staan hier geplaatst op zogenaamde pupiters en worden regelmatig gedraaid, een procedé dat Celis afkeek van traditionele champagneproducenten.